# Tūrān Posht
Tūrān Posht (persiska: توران پشت) är en ort i Iran.   Den ligger i provinsen Yazd, i den centrala delen av landet, 500 km söder om huvudstaden Teheran. Tūrān Posht ligger 2 341 meter över havet och antalet invånare är 125.
Terrängen runt Tūrān Posht är lite bergig. Runt Tūrān Posht är det glesbefolkat, med 11 invånare per kvadratkilometer. Närmaste större samhälle är Dīzrān, 17,0 km söder om Tūrān Posht. Trakten runt Tūrān Posht är ofruktbar med lite eller ingen växtlighet.